# 多々良沼

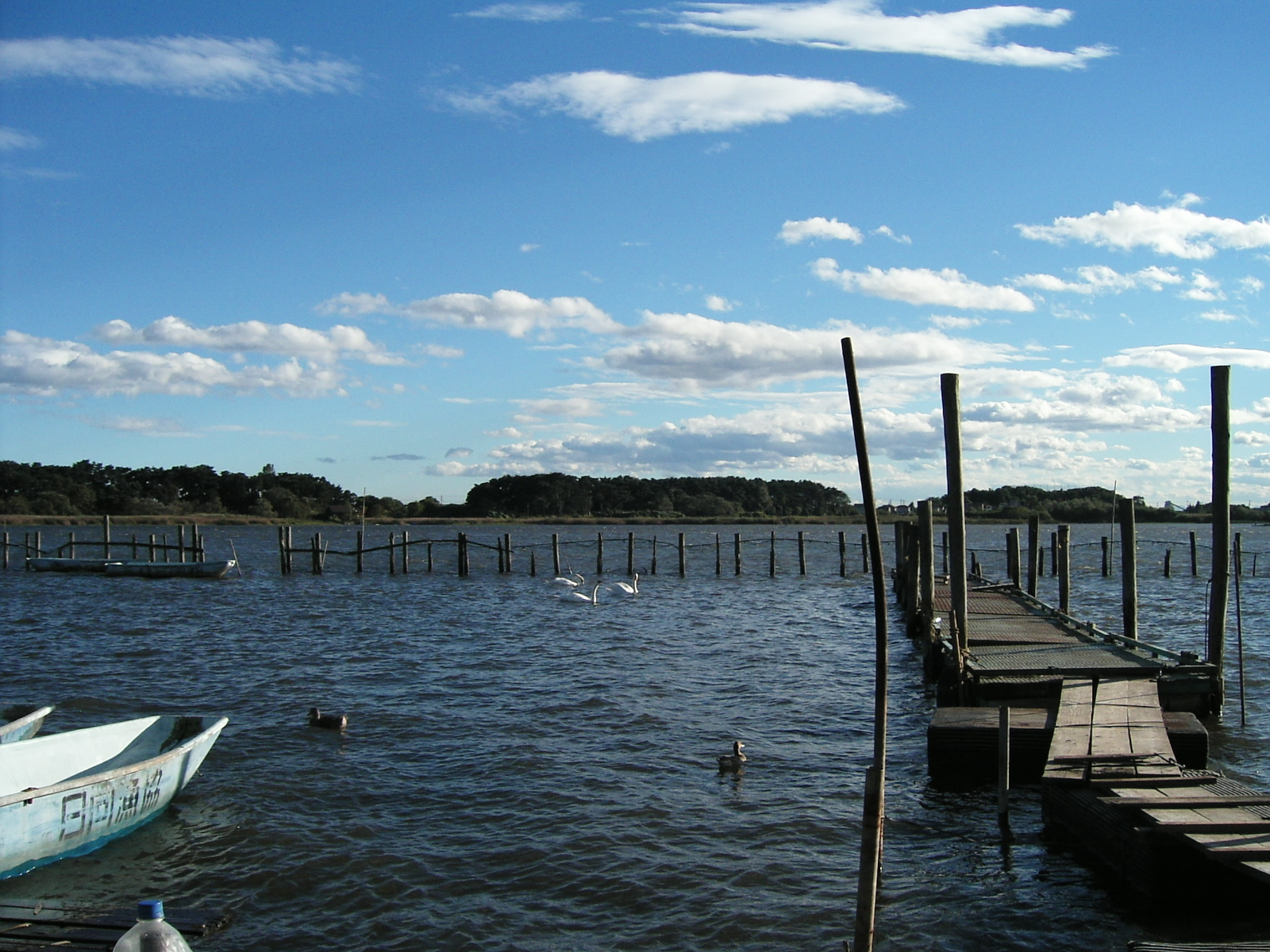
野鳥観察棟付近（多々良沼北東側）

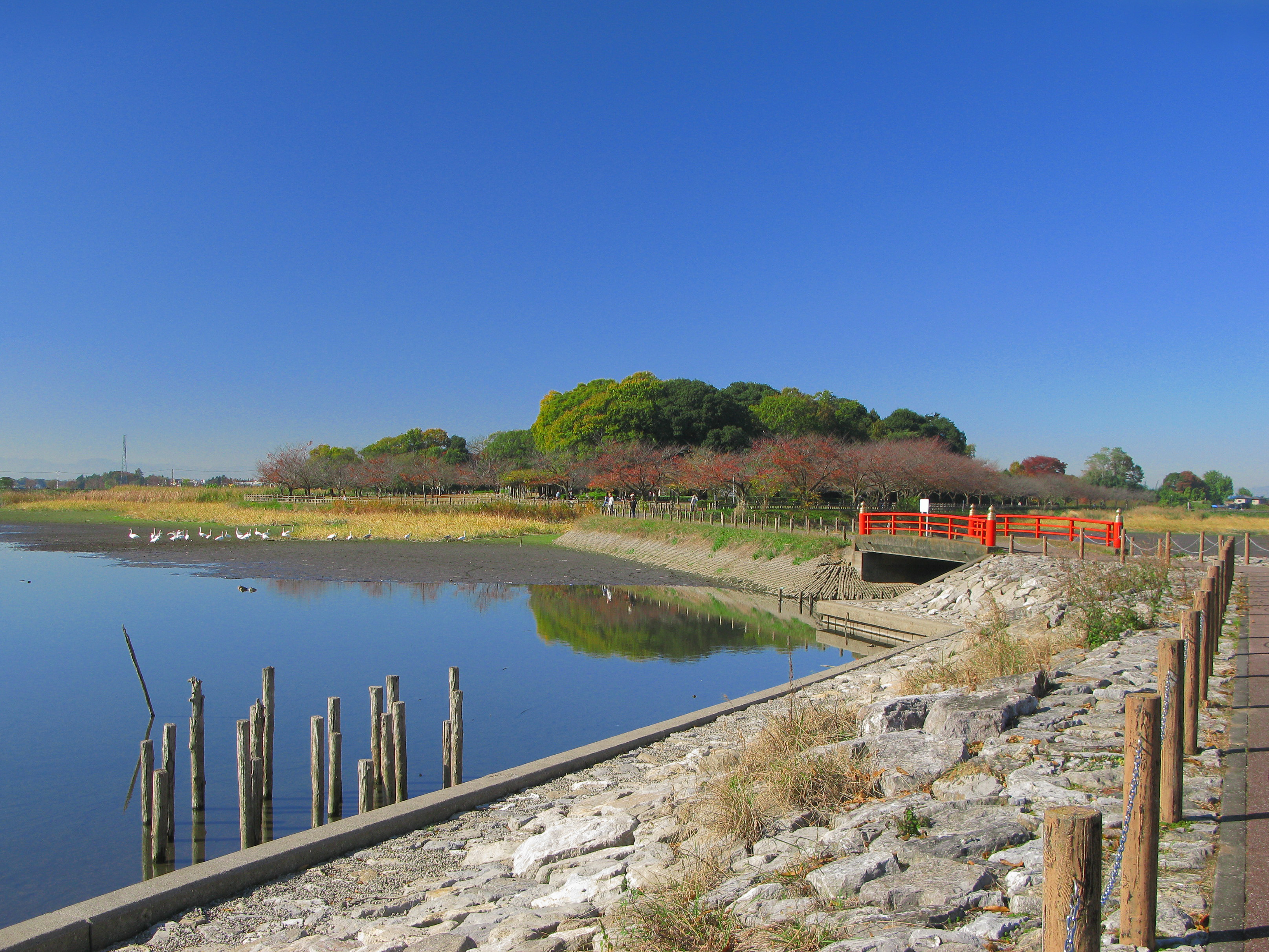
多々良沼公園（2010年11月）

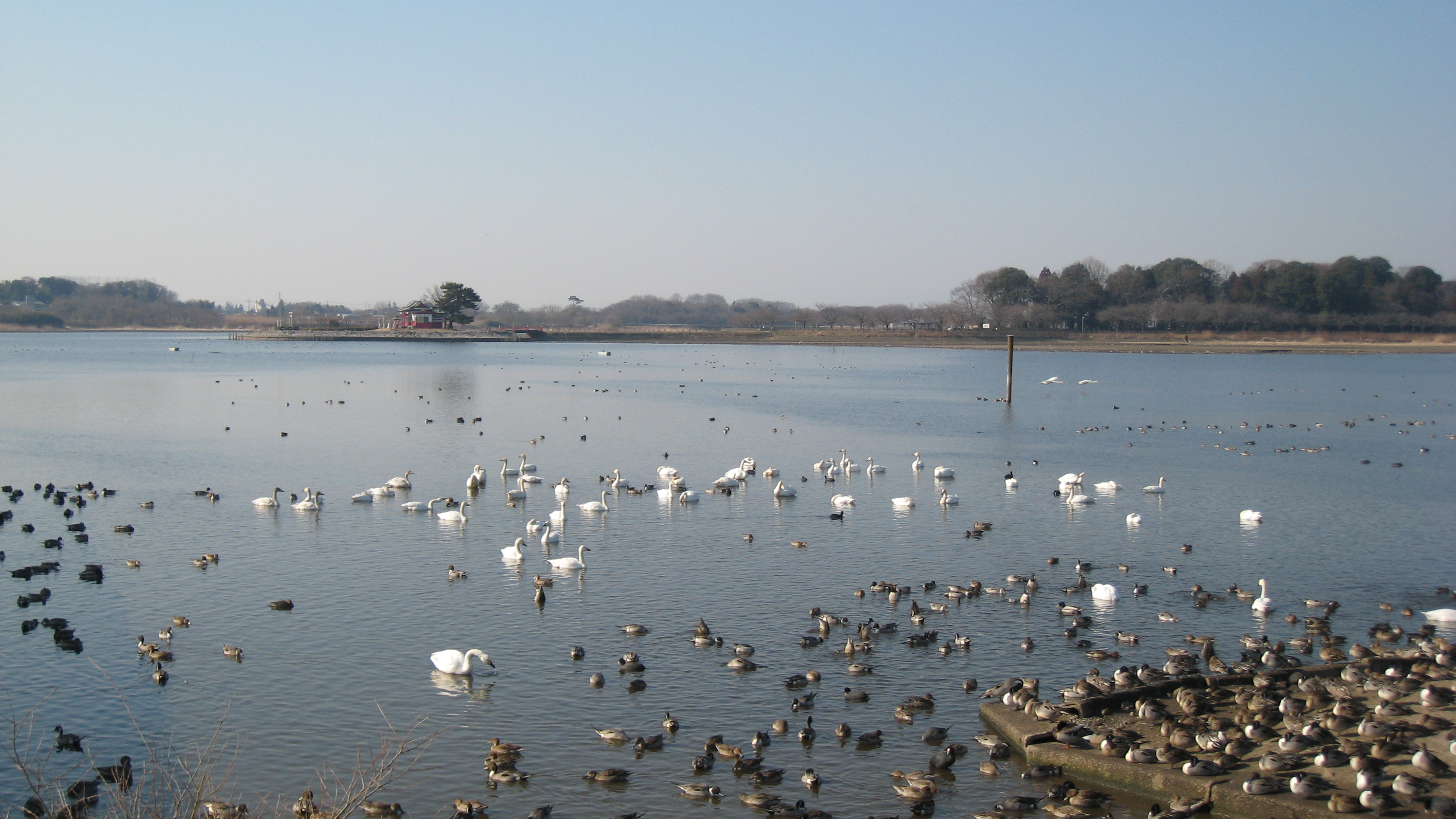
白鳥 野鳥観察棟付近で2008/3/8撮影

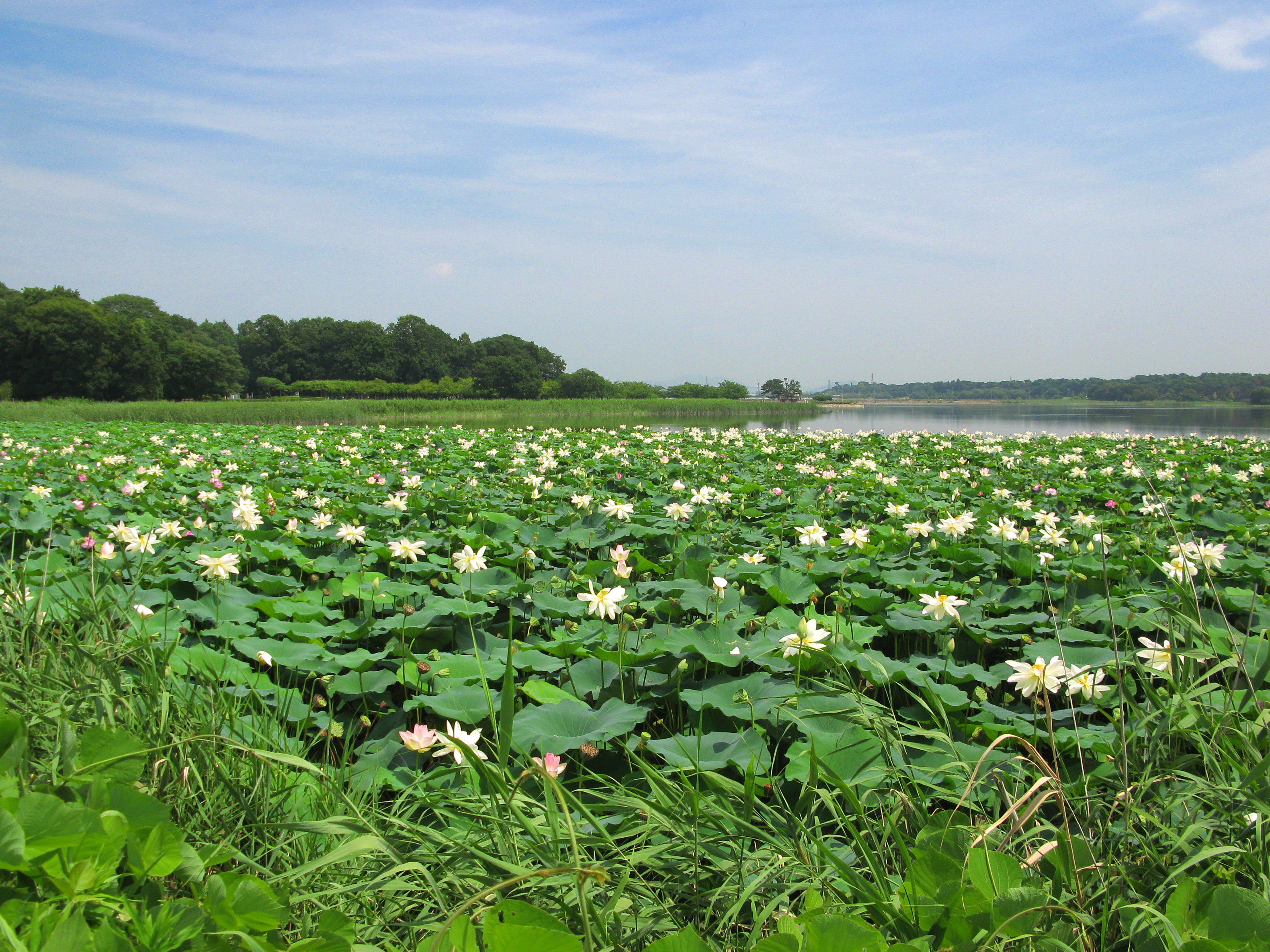
弁天神社方向（多々良沼南西側）

多々良沼（たたらぬま）は、群馬県館林市と邑楽町にまたがる沼。利根川と渡良瀬川に挟まれた低湿地にある湖沼群の一つ。実際の沼の部分は館林市にあるが、多々良沼公園は邑楽町にある。冬になると白鳥が飛来する。また、かつてはタカノホシクサ（現在は絶滅）が生育する唯一の地でもあった。

## データ
- 面積 : 80ヘクタール[1]
- 周囲 : 7km
- 標高 : 20m
- 水深 : 1 - 2m（季節により大きく変化）
- 流入出河川 : 多々良川、孫兵衛川、逆川[2]

水質汚濁によって絶滅危惧種の水生植物が減少した為、自然再生推進法が適用され2010年4月10日城沼と共に群馬県内で初めて自然再生協議会が設置された。コイ、フナ、ライギョなどが生息している。
2019年に日本遺産に認定された館林の「里沼」の構成要素の1つとなっている。

## 観光
11月から3月にかけて白鳥（特にコハクチョウ）が越冬する。また、沼内には桟橋が整備され、ヘラブナやバスの釣り客で賑わう。だが近頃、観光客のマナーの悪さや釣り客が池に落とした釣り針などが原因で、数羽の白鳥が怪我をして飛べなくなる問題が発生。白鳥をはじめとする多々良沼付近の環境保護が地元住民の課題となっている。沼畔の多々良沼公園はまだ整備中だが、130mの藤棚や120本の桜などがあり、シーズンになると花が咲き乱れる。沼に突き出る形で位置する浮島弁財天は、太平記ゆかりの地である。好天の日には、湖畔から富士山を遠望できる。

## 地元の取り組み
傷ついた白鳥を保護する目的で、地元の館林市立多々良中学校をはじめとする小中学校では、多々良沼付近の清掃や給食で残ったパンを餌として与える運動が盛ん。他にも1999年には地域住民が「多々良沼自然公園を愛する会」を発足させ、ヨシ原の復元や水生植物の繁殖等の活動を行っている。

## 交通
- 東北自動車道館林ICから約20分
- 東武小泉線成島駅から徒歩約15分

## その他
- オカリナ奏者宗次郎は子供の頃、しばしば多々良沼を訪れた。特にその夕日を見るのが好きだった。